# Franz Xaver Zenner
Franz Xaver Zenner (ur. 11 listopada 1794 w Wiedniu, zm. 29 października 1861 tamże) – austriacki duchowny katolicki, biskup pomocniczy Wiednia 1851-1861.

## Życiorys
Święcenia kapłańskie otrzymał 30 sierpnia 1818.
W 1850 papież Pius IX mianował go biskupem pomocniczym Wiednia. 17 lutego 1851 z rąk arcybiskupa Vinzenza Eduarda Milde przyjął sakrę biskupią. Funkcję pełnił aż do swojej śmierci.